# Exaeretopus agropyri
Exaeretopus agropyri är en insektsart som först beskrevs av Hadzibejli 1960.  Exaeretopus agropyri ingår i släktet Exaeretopus och familjen skålsköldlöss. Inga underarter finns listade i Catalogue of Life.